# Dwerguil
De dwerguil (Glaucidium passerinum) is de Europese vertegenwoordiger van een vrij groot geslacht van meestal kleine soorten uilen. De wetenschappelijke naam van de soort werd als Strix passerina in 1758 gepubliceerd door Carl Linnaeus. De dwerguil komt voor in naaldbossen op berghellingen en in de bosgordel van naaldbossen die loopt van Noord-Europa tot ver in Oost-Siberië.

## Kenmerken
Het passerinum van de wetenschappelijke naam van de dwerguil betekent "als een mus". Deze uil wordt ook wel musuil genoemd (dat is ook zijn Duitse naam). Het is de kleinste uil in Europa. De kabouteruil uit Noord- en Midden-Amerika is nog kleiner. De dwerguil is zo groot als een spreeuw. De mannetjes zijn 16–17 cm groot en de vrouwtjes 2 cm groter. De spanwijdte van de mannetjes is ongeveer 35 cm en die van de vrouwtjes 38 cm. De mannetjes wegen gemiddeld 59 gram. De vrouwtjes wegen voor de aanvang van het broedseizoen ongeveer 99 gram en aan het eind van het broedseizoen ongeveer 69 gram. Het verenkleed is aan de bovenzijde donkerbruin en gevlekt, aan de onderzijde grijswit.

## Verspreiding en leefgebied
Het is een uil van oude naaldbossen of naaldbos gemengd met loofbos. In Europa zijn dat de bossen in Scandinavië en de bossen op hellingen van de middelgebergten in Midden- en Zuidoost-Europa vanaf ca. 600 m boven de zeespiegel. Tussen 2002 en 2021 waren er elf bevestigde waarnemingen van de dwerguil in Nederland en sinds 2013 broeden ze ook in de Hoge Venen te België. Mogelijk breidt de dwerguil zijn broedgebied uit naar bossen op lagere hoogte. Zo broedt de dwerguil in Duitsland in het Sauerland, iets meer dan 100 km van de Nederlandse grens. De uil broedt in boomholten die door spechten zijn gemaakt.
Er worden twee ondersoorten onderscheiden:
- G. p. passerinum: van centraal en noordelijk Europa tot zuidwestelijk Siberië.
- G. p. orientale: c en e Siberië, Mongolië en noordoostelijk China.

## Voedsel

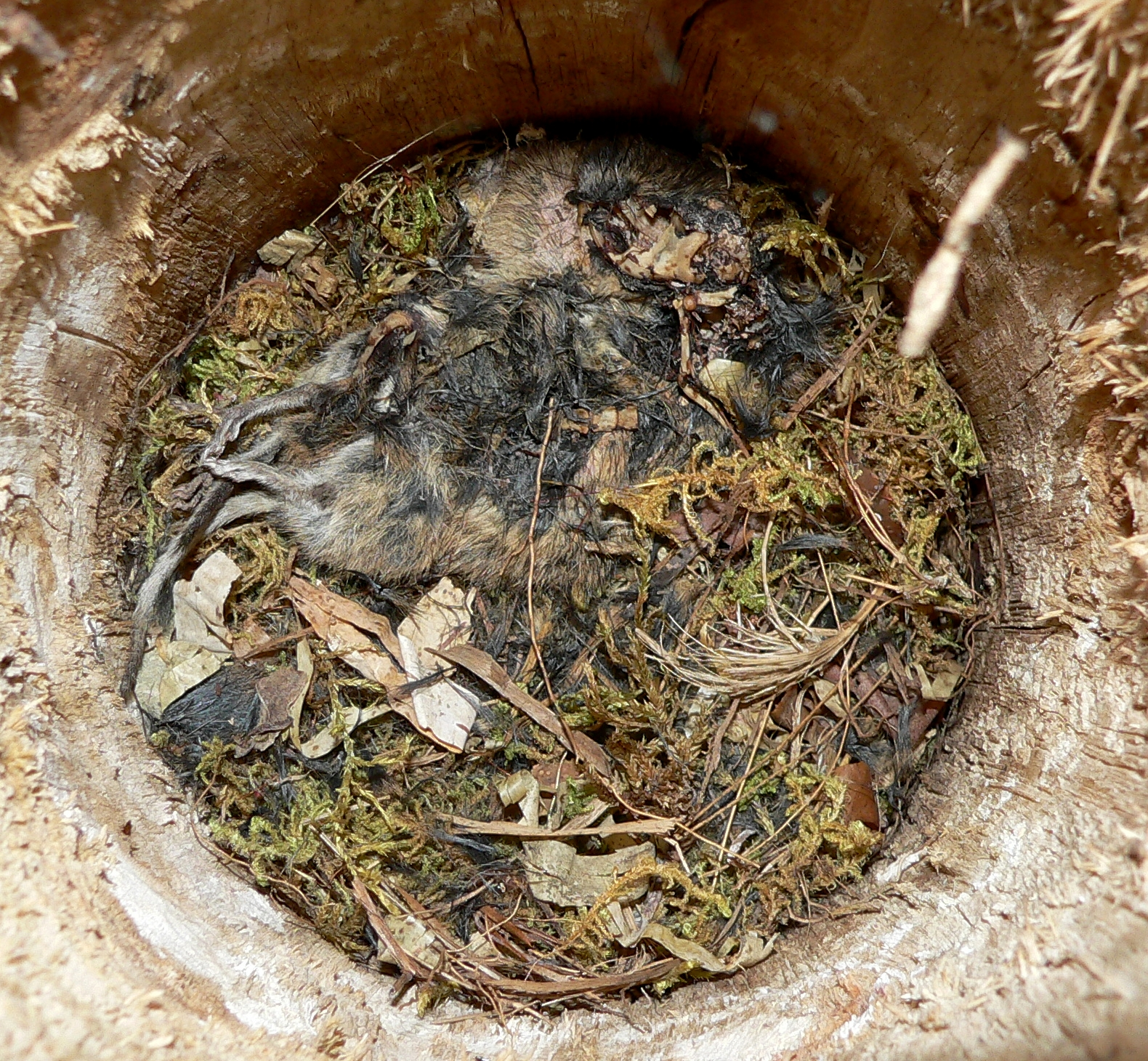
Voedselopslagplaats

Dwerguilen eten vooral insecten, zangvogels en muizen. Ondanks zijn geringe formaat is het een felle jager die vogels aanvalt die even groot als de uil zelf zijn of soms groter. Er zijn 50 verschillende soorten vogels waargenomen in het dieet van de dwerguil.

## Status
De grootte van de populatie werd in 2015 geschat op 0,5 tot 1,2 miljoen individuen. Men veronderstelt dat de soort in aantal stabiel is. Om deze redenen staat de dwerguil als niet bedreigd op de Rode Lijst van de IUCN.